# 수열비
수열비(樹烈碑)은 대한민국 전북특별자치도 장수군 계남면 수열평 마을에 자리하고 있는 비로, 조선시대 중기의 오씨 부인이라는 여인의 절개를 기리고 있다. 1984년 4월 1일 전북특별자치도의 문화재자료 제40호로 지정되었다.

## 역사
수열평 마을 입구에 있다.
정유재란 당시 장수에 왜적들이 쳐들어와 약탈과 불을 지르고 부녀자들을 겁탈하는 일이 많았다. 어느날 아침 화평마을에 왜적들이 들어왔다. 왜적들은 양사무 오씨부인의 가슴을 잡는 등 겁탈하려했다. 모욕감을 느낀 부인은 가슴을 칼로 잘라 그들의 얼굴에 뿌리며 외쳤다

“짐승만도 못한 오랑캐들아! 젖이 욕심나거든 이것을 들고 네 나라로 들아가라”

왜적들은 부인의 위엄에 놀라 달았고, 피를 많이 흘린 부인은 그 자리에서 운명했다. 이 사연을 조정에 올려 아뢰니 부인을 위한 비를 세우도록 명했다.

비몸의 윗변은 둥글게 다듬었고, 낮은 사각받침돌로 받치고 있다. 비문은 선조의 손자인 낭선군 우의 글씨다. 전면에는 비의 이름인 ‘세임진위양사순천오씨열행립'을 새기고 후면에는 ‘수열평’이라 새겼다. 이후 화평마을을 수열평이라 부르게 되었다. 보호각은 정면 1칸, 측면 1칸으로 최근에 세워졌다.
매년 수열비제전위원회에서 음력 9월 그믐날 제례를 봉행한다.

## 참고 자료
- 장수군 읍면동 포털
- 장수군청
- 장수군 문화관광 볼거리·즐길거리
- 수열비 - 국가유산청 국가유산포털